# Joan Tomás
Joan Tomás Campasol (Gerona, 17 maggio 1985) è un ex calciatore spagnolo, di ruolo centrocampista.

## Palmarès

### Club

#### Competizioni nazionali
- Segunda División (Spagna): 1

Celta Vigo: 2011-2012
- Coppa di Cipro: 1

AEK Larnaca: 2017-2018

### Nazionale
- Campionato europeo di calcio Under-19: 1

2004